# Vila Garcia (Amarante)
Vila Garcia is een plaats (freguesia) in de Portugese gemeente Amarante en telt 671 inwoners (2001).

## Geboren
- António Pinto (1966), langeafstandsloper